# Плоское (Починковский район)
 Пло́ское— деревня в Смоленской области России, в Починковском районе. Население — 1219 жителей (2007 год). Расположена в центральной части области в 5 км к северо-западу от Починка, у автодороги А141 Орёл — Витебск, в 4,5 км к западу от станции Грудинино на железнодорожной ветке Смоленск — Рославль. Входит в состав Прудковского сельского поселения.

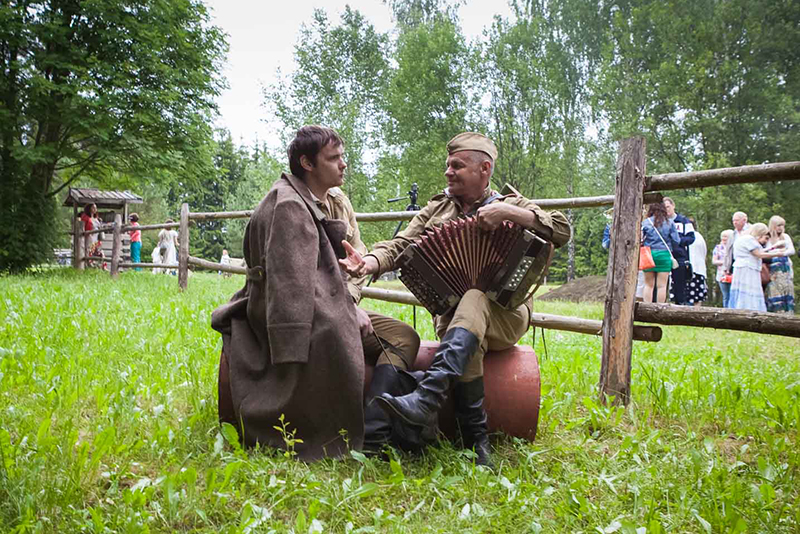
Артисты самодеятельного театра Плосковского дома культуры на празднике в честь годовщины А.Т. Твардовского

Имеются магазины, средняя школа, дом культуры.